# Nicolás Portal
Nicolás Federico Portal (Ica, ? - Lima, 13 de agosto de 1892) fue un marino peruano que participó en la Guerra del Pacífico.

## Biografía
Graduado de guardiamarina en 1853, fue destinado al vapor Izcuchaca. Ascendió a alférez de fragata efectivo en 1856. Sirvió en el pailebot Vigilante en 1857. Luego sucesivamente se embarcó en el bergantín Martina (1859) y en la barca Iquique, como oficial del detall (1860). Ascendió a teniente segundo efectivo en 1862 y pasó a la fragata Arica, también como oficial del detall. A bordo de dicha fragata, en mayo de 1862 viajó a Inglaterra, comisionado para traer los vapores fluviales recién construidos, que estaban destinados para patrullar los ríos amazónicos. Remolcó desde Pará hasta Iquitos al bergantín Próspero; y comandó al vapor Pastaza. Estableció la línea de navegación entre Yurimaguas y Pará. 
Ascendió a teniente primero efectivo en 1864 y a capitán de corbeta efectivo en 1865. El 21 de mayo de 1866 estuvo de regreso en el Callao y quedó agregado a la Comandancia General de Marina. Ese mismo año fue nombrado sucesivamente comandante del vapor Sachaca y segundo comandante de la corbeta América.
Fue enviado en comisión a Europa y Estados Unidos en 1867, regresando al año siguiente. Luego fue enviado en comisión al sur del Perú a fin de prestar auxilio a la población a raíz del espantoso terremoto ocurrido el 13 de agosto de 1868. En noviembre fue destinado a la mayoría de la plaza del Callao a órdenes del coronel Tomás Gutiérrez. 
Fue nombrado capitán de puerto de las islas Chincha y luego de Iquique en 1869. Ese mismo año fue enviado a Saint Thomas (Mar Caribe) para que se hiciera cargo del comando del transporte Marañón, que remolcaba al monitor Manco Cápac con destino al Callao, labor que se venía realizando desde Nueva Orleáns (Estados Unidos). Cumplió su cometido arribando al puerto chalaco en mayo de 1870.
Ascendió a capitán de fragata efectivo en 1870 y fue nombrado comandante del monitor Manco Cápac. En 1871 pasó a ser comandante de la corbeta Unión, con la que inició un viaje a Inglaterra para hacer reparaciones, regresando en 1873. En mayo de 1875 ocupó accidentalmente la comandancia del Chalaco, efectuando los sondajes del litoral desde el Callao hasta Loa, para instalar el cable submarino. En julio regresó a la Unión. 
En 1876 ascendió a capitán de navío efectivo. En 1877 fue nombrado prefecto de Tarapacá, y en 1878, de Amazonas. 
Iniciada la Guerra del Pacífico en abril de 1879, volvió a ser comandante de la Unión. Esta formaba parte de la Segunda División Naval de la escuadra peruana, junto con la cañonera Pilcomayo. La división estaba al mando del capitán de navío Aurelio García y García, que izó su insignia en la Unión. 

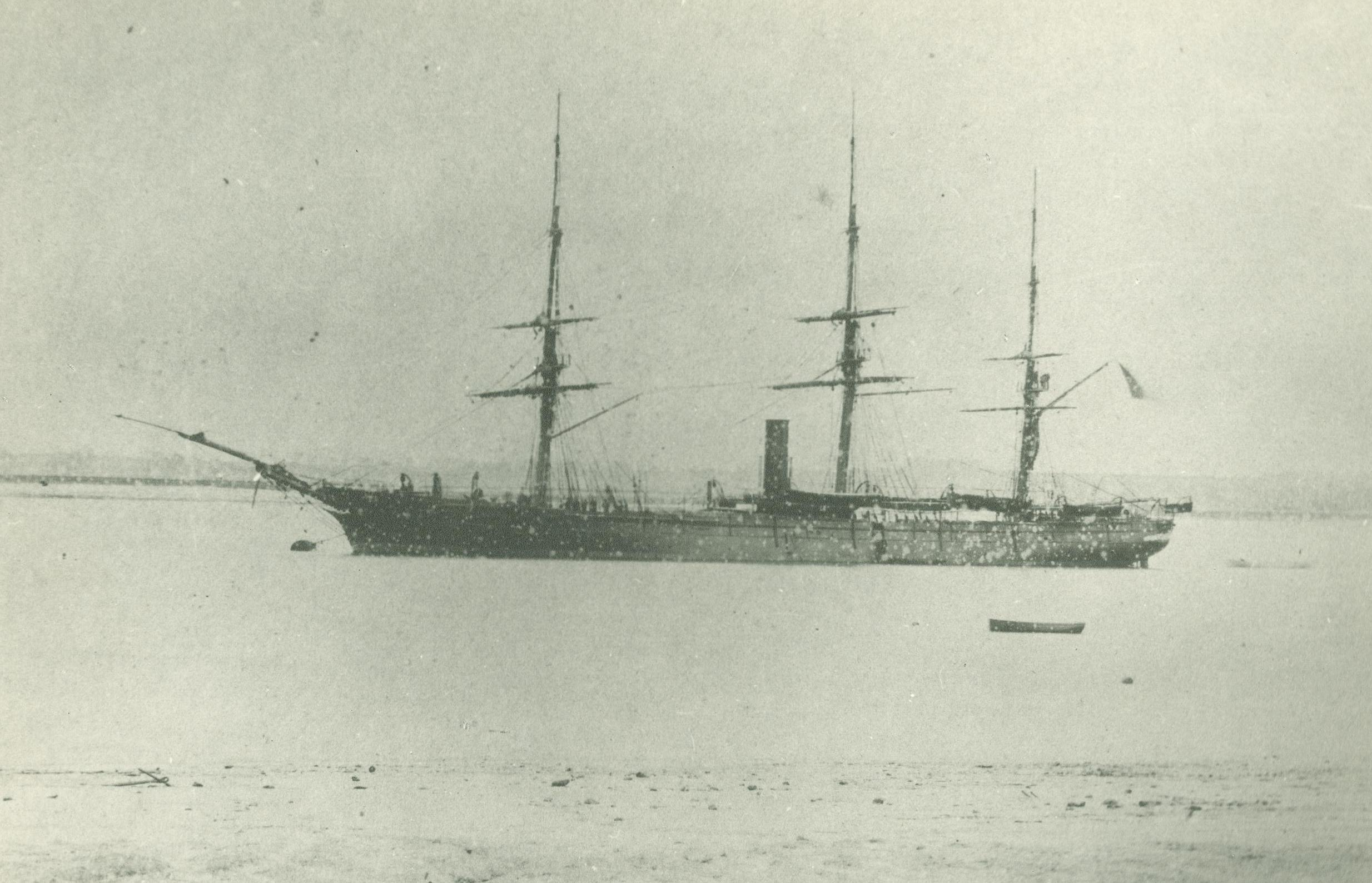
La corbeta Unión.

Portal, al mando de la Unión, participó en el combate de Chipana, que fue el primer enfrentamiento naval de dicha guerra (12 de abril de 1879). Tras una labor de mantenimiento de su nave, que duró tres meses, acompañó al monitor Huáscar y Miguel Grau en las correrías realizadas a lo largo de la costa chilena. Entre julio y agosto realizó el célebre viaje a Punta Arenas, en el extremo sur del continente, con la misión de interceptar un transporte de armas chileno, misión que no pudo cumplir, por haberse adelantado éste.
Al iniciarse el Combate naval de Angamos, cuando el Huáscar y la Unión se vieron cercados por la flota chilena, la Unión, siguiendo las instrucciones de guerra establecidas para tales circunstancias, escapó en dirección a Arica, siendo perseguida por las corbetas chilenas Loa y O'Higgins, las cuales abandonaron la persecución en Huanillos, debido a la mayor velocidad de la corbeta peruana (8 de octubre de 1879). 
El 8 de diciembre de 1879, Portal dejó el mando de la Unión y pasó servir en las baterías del Callao, hasta agosto de 1880, cuando pasó a ser capitán del puerto de Pisco. Tras la ocupación chilena quedó sin colocación 
Finalizada la guerra e iniciado el proceso de la Reconstrucción Nacional, fue nombrado agente general y sub-administrador de los vapores del lago Titicaca en 1888.
En 1890 fue nombrado prefecto de Áncash. En 1891 pasó a ser visitador de capitanías.